# Sarcoptiformes
Die Sarcoptiformes sind eine artenreiche Ordnung der Milben. Die Vertreter sind schwach sklerotisiert, Tracheen und damit auch Atemöffnungen (Stigmata) fehlen. Der Sauerstoffaustausch erfolgt direkt durch das Exoskelett. Die Chelizeren sind scherenartig, ihre Basen stets getrennt. Die Palpen sind einfach aufgebaut und stets ohne Krallen. Das Gnathosoma trägt Kieferladen (Rutella oder Pseudorutella). Die Prätarsen des ersten bis vierten Beinpaars haben gewöhnlich eine oder drei Krallen. Das Sohlenläppchen (Empodium) ist krallen- oder saugnapfähnlich. Der Hinterleib (Opisthosoma) weist ein Paar Seitendrüsen auf.
Die Ordnung enthält eine Reihe von medizinisch und tiermedizinisch wichtigen Familien, die Sarcoptidae verursachen beim Menschen die Krätze, bei Tieren Räude. Die meisten medizinisch bedeutsamen Vertreter sind Hautparasiten, einige leben auch im Atemtrakt oder in der Muskulatur. Darüber hinaus sind in dieser Ordnung Gruppen, die organisches Material zersetzen wie die Vorratsmilben (Acaridae).
In der klassischen Systematik wurde die Ordnung in drei Unterordnungen gegliedert: Astigmata, Endeostigmata und Oribatida, mit 163 Familien und etwa 12.000 Arten. Die im Humus und Boden lebenden Hornmilben (Oribatida) werden in der neueren Systematik jedoch als eigene Ordnung geführt.